# Hamdi Al-Kahlut
Hamdi Al-Kahlut (* 28. Mai 1943 in Naaliya bei Madjal Askalan, Völkerbundsmandat für Palästina) ist ein palästinensischer Schriftsteller und Pädagoge.

## Leben
Er studierte Literatur und schloss das Studium 1965 ab. Es schloss sich eine Tätigkeit als Lehrer im Gazastreifen an.
Al-Khalut verfasste Kinderliteratur und in Zeitschriften und der lokalen Presse veröffentlichte Kurzgeschichten.

## Werke
- Chair min Al-Kallam (Besser als Worte), Kurzgeschichte
- Ghurfa djadida li Al-Aris (Ein neues Zimmer für den Bräutigam), Kurzgeschichte, 1977